# Высоцкий, Александр Николаевич
Алекса́ндр Никола́евич Высо́цкий (23 мая 1888, Москва, Российская Империя — 31 декабря 1973, Уинтер-Парк, Флорида, США) — русско-американский астроном.

## Биография
Высоцкий родился 23 мая 1888 года в Москве. По окончании Московского университета он работал до 1914 года в Пулковской обсерватории. Участвовал в Первой мировой войне связистом, перехватывая вражеские радиосообщения: получил в конце звание поручика. После прихода к власти большевиков он примкнул к Белому движению. Сражался в армии Деникина, после поражения которой эмигрировал в Константинополь, а оттуда — в Бизерту в Тунисе, где некоторое время преподавал естественные науки. Статья, отосланная им в немецкий астрономический журнал, помогла ему устроиться в обсерватории при Университете Вирджинии в США. На протяжении нескольких лет он занимался исследованием собственного движения звёзд, публиковал статьи, вёл преподавательскую деятельность. Также он занимался переводом статей по астрономии с русского на английский.
В 1929 году Александр Высоцкий женился на Эмме Уильямс (англ. Emma Vyssotsky), девушке из семьи квакеров. По образованию она тоже была астрономом, и на протяжении всей жизни исследователя работала вместе с мужем. У них родился сын — Виктор, ставший известным математиком и кибернетиком. В 1937 году Александр Высоцкий получил учёную степень профессора. В 1953 году (англ. Raven Society) сделало его своим почётным членом. В 1958 году он вышел в отставку — после его ухода занимаемое им место долго пустовало. Скончался Александр Высоцкий 31 декабря 1973 года, в возрасте 85 лет.

## Исследования
Александр Высоцкий написал множество работ по астрономии, но центральным его исследованием было составление «Каталога карликовых М-звёзд, определённых с помощью спектрометрического анализа» (англ. Dwarf M Stars Found Spectrophotometrically). В октябре 1939 года Александр Высоцкий впервые в истории науки сделал спектральный снимок метеора.